# Jorge Fontes
Jorge Fontes (n. ianuarie 1935, Carvalhos⁠(d), Districtul Porto, Portugalia – d. 26 ianuarie 2010, Amadora, Portugalia) a fost un chitarist de fado portughez.

## Biografie
Jorge Fontes s-a născut în Vila dos Carvalhos, parohia Pedroso, Vila Nova de Gaia Portugalia, în 1935. 
A învățat chitara la Barbearia Loureiro în Largo França Borges, Carvalhos. Și-a simțit dăruirea pentru chitară și a plecat de tânăr la Lisabona în 1950, unde a făcut o carieră fabuloasă. Toată activitatea sa artistică este asociată cu casele de fado din Lisabona, acționând nu numai ca solist, ci și acompaniind mulți cântăreți de fado. Dar nu numai cântăreții de fado și chitariștii i-au atras atenția lui Jorge Fontes ci de asemenea și muzicieni din alte domenii muzicale, numele său fiind legat de alți cântăreți de renume precum Quim Barreiros și António Variações.
Ca bun chitarist, a editat zeci de EP-uri și LP-uri, discuri dintre care multe doar cu propriile sale compoziții. Destul de popular în anii 1960 și 1970, totuși, el nu a încetat să fie conștient de statutul său de cetățean activ și să-și aducă contribuția, așa cum demonstrează unul dintre EP-urile sale din 1974, care include cântecul carismatic de Pedro Osório „Portugal Resurrected” (în ro: Portugalia reînviată).
Ultimul său album a fost lansat în 2007 de Metro-Som și include, printre alte teme, As Minha Variações em Lá și O que me disse a guia, ambele scrise de el, apoi Picadinho do Minho și Ó Malhão, pentru care a făcut aranjamentele.
A acompaniat mulți cântăreți de muzică portugheză precum Tristão da Silva, Ada de Castro, Maria da Fé, Fernanda Maria, Fernanda Pinto, Frederico Vinagre și Lenita Gentil.
Ca muzician, a făcut parte din distribuția mai multor case de fado în Bairro Alto din Lisabona, și anume „Arcadas do Faia” și „Restaurante Típico O Forcado”, unde a cântat timp de 29 de ani. Pe lângă aceasta, Fontes a evoluat de mai multe ori în programe recreative de la RTP și în străinătate, Spania, Franța, Belgia, Italia, Olanda și Suedia.
A fost incus în mai multe filme sau seriale de televiziune, ca interpret la chitară portugheză:
- A Canção da Saudade (1964)[2]
- A Quinta do Dois (1986–1987, serial TV)
- Fado: Lisboa 68 (1968, documentar de scurtmetraj)
- Jet 7 (1996–2001, miniserial TV)

Jorge Fontes a decedat în ianuarie 2010, la vârsta de 75 de ani, în casa sa din Damaia (Amadora) și a fost înmormântat în orașul natal.

## Discografie selectivă

### Albume
- 1966 Jorge Fontes And His "Spectacular" Portuguese Guitar – Fados And Variations, RCA – TPL - 250, LP-vinil;[3]
- 1971 Jorge Fontes, Quim Barreiros – Música Tradicional Portuguesa N° 1 - Portuguese Folk Music N° 1, LP-Album vinil, Diapasão – DIAP COM - 16043;
- 1972 Jorge Fontes – Saudades Da Minha Lisboa, Alvorada – LP-S-50-68, LP-Album vinil;[4]
- 1973 Jorge Fontes – Jorge Fontes And His Spectacular Portuguese Guitar, Melodia (4) – LP-S-89-1, LP-Album, Vinil;
- 1974 Jorge Fontes – Jorge Fontes, Alvorada – LP-S-50-83, Vinil, LP, Album, Stereo;
- 1979 Jorge Fontes – The Best Portuguese Guitar, 	Metro-Som – LP 109 P, Vinyl, LP, Album;
- 1980 The Best Portuguese Guitar, Discossete – LP 58, LP-vinil;[5]
- 1982 Jorge Fontes – Exitos Internacionais, Discossete – LP-139, LP-vinil;
- 1986 Jorge Fontes – Jorge Fontes, Discossete – LP-347, Vinil, LP, Album;
- 1991 Jorge Fontes – The Best Portuguese Guitar, Discossete – CD807347, CD;

### Single-uri
- 1963 Luiz Gomes' Orchestra - Guitar Solos: Jorge Fontes – Holiday In Portugal (Fado Guitar & Strings), Single, 7";
- 1965 Jorge Fontes – Guitarradas, Orfeu – ATEP 6133, Vinil, 7", 45 RPM;
- 1966 Jorge Fontes – Espectaculares Guitarradas Portuguesas, RCA Victor – EPC 253, Vinil, 7";
- 1968 Jorge Fontes – Lisboa E Os Seus Fados, RCA Victor – TP-407, Vinil, 7";
- 1978 Jorge Fontes – Nuvem Passageira, Orfeu – KSAT 622, Vinil, 7";

### Compilații
- 1977 Jorge Fontes – O Melhor De Jorge Fontes, Roda – SPRL 7008, Vinil, LP, Compilation, Gatefold;
- 1979 Jorge Fontes – Guitarra Portuguesa - The Best, Metro-Som – LP 109-P;
- 1995 Jorge Fontes – The Best Portuguese Guitar - Beautifull Songs From Portugal Vol.2, 	Discossete – 1155-2, CD Comp;
- 1998 Jorge Fontes – Guitarras De Portugal - Beautiful Songs From Portugal, MVM Records – 5603395000553, CD Comp;
- 2000 Jorge Fontes – Jorge Fontes e o seu Conjunto de Guitarras, Movieplay – MOV 31.070, Rádio Renascença – 31.070, CD Comp;